# Ein Mann vergißt die Liebe
Ein Mann vergißt die Liebe ist ein deutsches Ehe- und Kriminalfilmmelodram aus den Jahren 1954/55. Unter der Regie von Volker von Collande spielen Willy Birgel, Maria Holst, Annemarie Düringer und Willi Forst die Hauptrollen.

## Handlung
Rechtsanwalt Dr. Rudolf Kadenberg geht ganz und gar in seinem Beruf auf. Er zeigt sehr viel mehr Interesse an Fachsimpeleien mit seiner jungen Kollegin Dr. Patricia Kresse als an seiner Gattin Brigitte. Immer häufiger bleibt er in seinem Büro und vergisst darüber die Liebe. Die vernachlässigte Ehefrau findet daraufhin bald Trost in dem charmanten Adeligen Alexander von Barender, einem eleganten Mann von Welt, der weiß, wie man Damen von Welt tröstet und beglückt. Eines Tages geschieht ein Mord an dem alten Geldverleiher Stein, und der Verdacht fällt augenblicklich auf den noblen Hausfreund, denn Barender, der einst einer sehr vermögender Gutsbesitzer war, befindet sich nunmehr in beträchtlichen Nöten, da er finanziell notorisch klamm ist. 
Obwohl in Dr. Kadenberg allmählich Zweifel an der ehelichen Treue seiner Brigitte erwachsen und er allen Grund hätte, vor Gericht die Verteidigung des mutmaßlichen Liebhabers Barender abzulehnen, gibt er alles, um dem Rivalen um die Gunst der Gattin zu helfen. Für Barender wäre es ein leichtes, seinen Kopf aus der Schlinge zu ziehen, denn eigentlich hat er ein Alibi. Dazu müsste er aber Brigitte Kadenberg kompromittieren, da er mit ihr zum mutmaßlichen Tatzeitpunkt zusammen war. Mit Kadenbergs Hilfe wird der wahre Täter entlarvt, und der Rechtsanwalt kann sich nun endlich wieder intensiver seiner Gattin widmen. 

## Produktionsnotizen
Die Dreharbeiten fanden zum Jahresende 1954 in Berlin-Tempelhof (Atelieraufnahmen) und in Frankfurt am Main, Wiesbaden und Garmisch-Partenkirchen (Außenaufnahmen) statt. Die Uraufführung war am 17. März 1955, die Berliner Premiere am 29. März desselben Jahres.
Fritz Hoppe übernahm die Produktionsleitung, Fritz Maurischat entwarf die Filmbauten, die Paul Markwitz ausführte. Gerhard Krüger assistierte Chefkameramann Werner Krien.
Es sang Lys Assia.
Für den Schauspielveteran Aribert Wäscher, der hier das Mordopfer spielte, war dies die letzte Filmrolle.

## Kritiken
Der Spiegel urteilte: „Ein Kriminal- und Ehefilm, naturfern und kunstlos wie der Hauptdarsteller (…) Das Selbstlos-Unkonventionelle dieses Sonderlings drückt Birgel einzig mit dem Smoking aus, den er statt eines Fracks zum Ball in seiner mondänen Villa anlegt.“
Bei Filmdienst heißt es: „Die in den Gesellschaftsfilm eingeflochtene Kriminalgeschichte wirkt profilierter als der zentrale Ehekonflikt.“